# Форбек
Форбек (нім. Vorbeck) — громада в Німеччині, розташована в землі Мекленбург-Передня Померанія. Входить до складу району Росток. Складова частина об'єднання громад Шваан.
Площа — 15,59 км2. Населення становить 356 ос. (станом на 31 грудня 2020).